# Нечаевка (Воронежская область)
Неча́евка — посёлок в Новоусманском районе Воронежской области. Входит в Усманское 1-е сельское поселение.

## География
Посёлок расположен на реке Усмань. Рядом проходит автотрасса М4 «Дон».

## История
До 2022 года посёлок входил в состав Усманского 2-го сельского поселения. Законами Воронежской области от 25 февраля 2022 года № 3-ОЗ и № 4-ОЗ с 11 марта 2022 года Усманское 2-е сельское поселение было объединено с Усманским 1-м сельским поселением.

## Население
| 2005 | 2008 | 2010 |
| ---- | ---- | ---- |
| 187  | ↗261 | ↘246 |

## Инфраструктура
В январе 2012 года в посёлке Нечаевка была установлена новая комплексная трансформаторная подстанция и был произведен монтаж линий электропередач 0,4 кВ, что обеспечило жителям более 25 домов села бесперебойную поставку электроэнергии.
Уличная сеть
- ул. Виноградная
- ул. Звездная
- ул. Озерная
- ул. Рубежная